# Yuji Ide
Yuji Ide, född 21 januari 1975 i Saitama, är en japansk racerförare.

## Racingkarriär
Ide har flera års erfarenhet från Formel Nippon. Han debuterade i formel 1 2006. Ide tillhörde Super Aguri-stallet, där han var stallkamrat med landsmannen Takuma Sato. 
Ide körde fyra grand prix-lopp för Super Aguri, men hade det allt annat än lätt. Han snurrade ofta av samt gjorde andra misstag och i San Marinos Grand Prix 2006 knuffade han Christijan Albers av banan och fick en varning av domarna. I det efterföljande loppet, Europas Grand Prix 2006, blev Ide ersatt av Franck Montagny. FIA drog därefter in Ides superlicens för resten av säsongen och han blev då i stället testförare. 

## F1-karriär
| Säsong | Stall/Tillverkare | Poäng | Placering |
| ------ | ----------------- | ----- | --------- |
| 2006   | Super Aguri-Honda | 0     | –         |